# Nicolas Tzanetatos
Nicolas Tzanetatos, né le 28 juin 1981 à Charleroi est un homme politique belge wallon, membre du MR. Il est conseiller communal à Charleroi depuis 2012 et député wallon depuis 2014.
Il est licencié en droit (UCLouvain, 2005) et avocat au barreau de Charleroi.

## Carrière politique
Déjà actif dans la vie associative (mouvements de jeunesse, régionale estudiantine carolorégienne à Louvain-la-Neuve, Association du jeune barreau de Charleroi, Business Network International Charleroi, AgoraSud,…), c’est en 2012 qu’il se lance en politique à l’occasion des élections communales à la Ville de Charleroi sur la liste du Mouvement Réformateur (MR). Il obtient alors un des neuf sièges décrochés par le groupe MR.
Le 18 juin 2014, Nicolas Tzanetatos devient député aux Parlements de Wallonie et de la Fédération Wallonie-Bruxelles à la suppléance de Cyprien Devilers, ce dernier ne siégeant pas. Il deviendra ensuite député effectif à la suite du décès tragique de Véronique Cornet.
Aux élections régionales de mai 2019, Nicolas Tzanetatos mène la liste MR du nouvel arrondissement Charleroi-Thuin. Il obtient un des deux sièges décrochés par la liste libérale. Le second est attribué à Rachel Sobry.
Dans le cadre de ses fonctions au sein du Parlement Wallon, il préside la commission pour l'égalité des chances entre les hommes et les femmes et siège dans les commissions des poursuites, de l’environnement, de la nature et du bien-être animal, du budget et des infrastructures sportives, de contrôle des dépenses électorales et de communication, de la comptabilité. Il est suppléant pour la commission chargée de questions européennes. Il est également membre effectif du Comité mixte Assemblée nationale du Québec-Parlement de Wallonie.
Au sein du Parlement de la Communauté française de Belgique, il préside la Commission de l’enseignement supérieur, de l’enseignement de promotion sociale, de la recherche, des hôpitaux universitaires, des sports, de la jeunesse, de l’aide à la jeunesse, des maisons de justice et de la promotion de Bruxelles. Il est également membre titulaire de la Commission des poursuites et il est membre suppléant de la Commission du Budget, de la Fonction publique, de l’Égalité des chances, de la Tutelle sur Wallonie-Bruxelles Enseignement et des Bâtiments scolaires.
Au niveau professionnel, le député Nicolas Tzanetatos continue de mener parallèlement à ses mandats politiques une activité d’avocat au barreau de Charleroi.

## Autres mandats politiques
- Conseiller communal à la Ville de Charleroi depuis le 3 décembre 2012.
- Chef de Groupe MR au Conseil communal de la Ville de Charleroi.
- Administrateur chez IGRETEC.
- Administrateur chez HUmani (CHU Charleroi Chimay).

## Famille
Dans la vie privée, il est père de trois filles.

## Distinction
- Chevalier de l'ordre de Léopold en 2024[5].